# Agathia catenaria
Agathia catenaria är en fjärilsart som beskrevs av Walker 1861. Agathia catenaria ingår i släktet Agathia och familjen mätare. Inga underarter finns listade i Catalogue of Life.